# Selektor (Geheimdienstabfrage)
Selektoren sind festgelegte Suchmerkmale, mit denen Geheimdienste für sie relevante Informationen aus Datenströmen abgreifen.
Ein Selektor kann Metadaten wie einzelne E-Mail-Adressen, Telefonnummern, Keywords, URL, Geokoordinaten, MAC-Adressen betreffen oder die Kommunikation eines ganzen Landes. Der gesamte Nachrichtenverkehr aus den abgehörten Datenströmen eines Selektors kann gezielt abgehört und gespeichert werden.
Die Datenströme kommen aus geheimdienstlichem Abzapfen eines Tiefseekabels unter dem Atlantik (über das ein Großteil der deutschen Übersee-Kommunikation läuft), Internetknotenpunkten, Satellitenkommunikation bzw. Telefon- und Onlineanbietern.

## Selektoren am Beispiel von XKeyscore und PRISM

### XKeyscore
XKeyscore ist eine Spionagesoftware der NSA. Die Behörde selbst erläutert: XKeyscore sei ein „System zur Ausnutzung von Digital Network Intelligence / Analysestruktur“. Der Bundesnachrichtendienst (BND) und das Bundesamt für Verfassungsschutz (BfV) sollen XKeyscore ebenfalls einsetzen. Der Präsident des BfV Hans-Georg Maaßen dementierte, dass seine Behörde Zugriffsmöglichkeit auf die Datenbanken habe. Er bestätigte, dass das BfV die Software teste. Dabei würden jedoch keine Daten zur weiteren Verarbeitung gesammelt.
Mit Hilfe von XKeyscore können die Datenbanken der Five Eyes, dem BND oder auch anderen Geheimdiensten nach speziellen Selektoren durchsucht werden. Die Datenmenge, die allein im Rahmen der US-Überwachung 2013 anfiel, betrug 29 Petabytes pro Tag.
- XKeyscore-Präsentation von 2008 (PDF; 27 MB)
- Seite 11: Metadatenverarbeitung
- Seite 12: Plug-ins: E-Mail, HTTP, Chat, Telefonnummern
- Seite 13: Speichermöglichkeiten
- Seite 16: Selektor: PGP-Nutzung im Iran
- Seite 19: Selektor: Suche nach deutschem Sprecher in Pakistan
- Seite 23: Selektor: Extraktion von Informationen aus abgefangenen Dokumenten
- Seite 24: Selektor: Alle angreifbaren Maschinen in Land „X“
- Seite 26: Selektor: Alle abgefangenen Dokumente mit IAEO-Referenz

### PRISM
PRISM (US: [ˈprɪzəm]; GB: [ˈprɪz(ə)m]; deutsch Prisma) ist ein seit 2005 existierendes und als Top Secret eingestuftes Programm zur Überwachung und Auswertung elektronischer Medien und elektronisch gespeicherter Daten. Es wird von der NSA geführt und gehört wie die anderen Teilprogramme „Mainway“, „Marina“ und „Nucleon“ zu dem groß angelegten Überwachungsprogramm „Stellar Wind“.

PRISM-Fähigkeiten
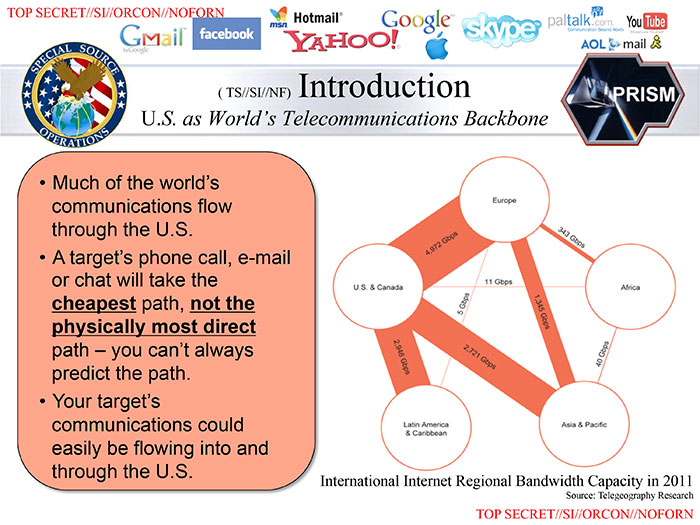
Darstellung der weltweiten Kommunikationsverbindungen, die größtenteils über die Vereinigten Staaten laufen
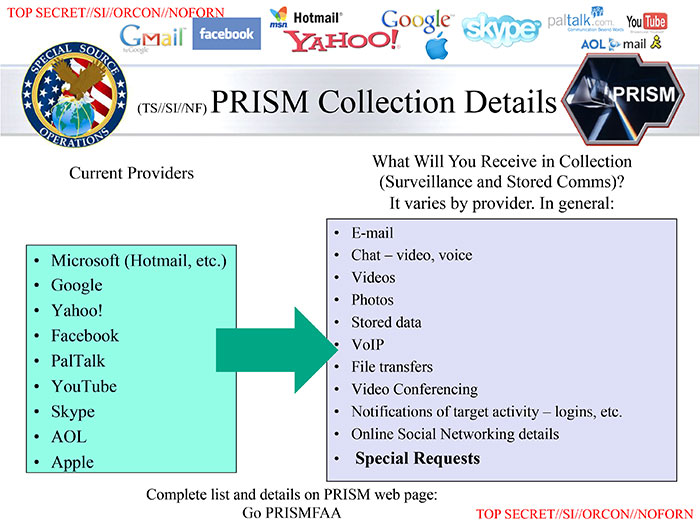
Erfasste Daten einzelner Webseiten
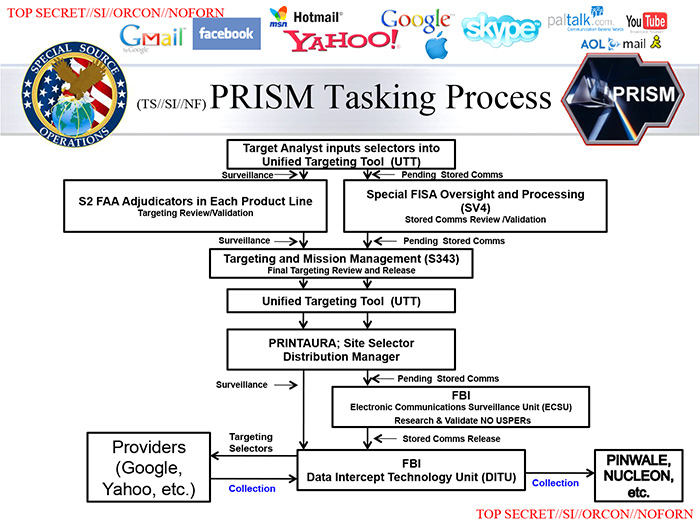
Datenströme und Aufgabenverteilung im Rahmen der Abarbeitung einer PRISM-Abfrage
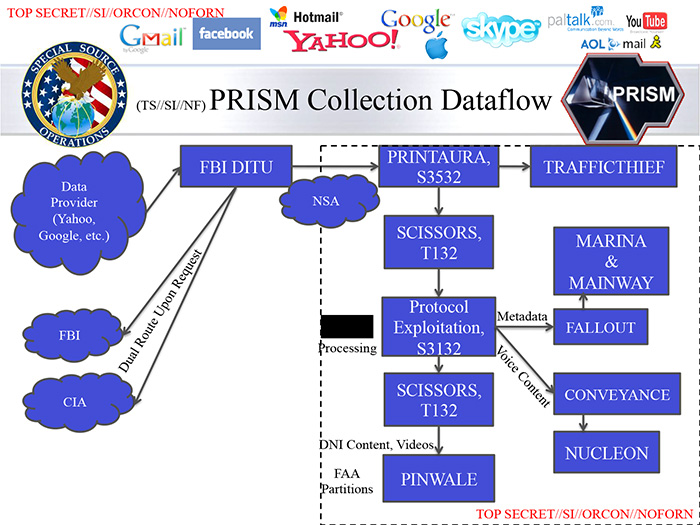
Interne Bezeichnung der Teilprogramme für die Überwachung der verschiedenen Kommunikationsarten
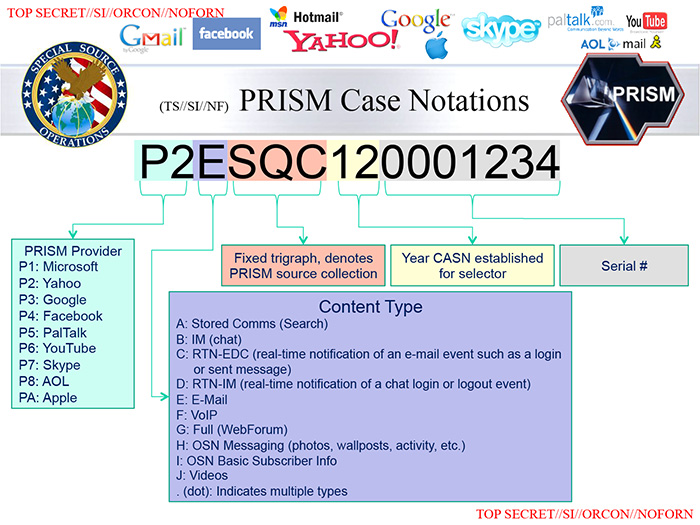
Interne Notationsregeln für die Bezeichnung einer PRISM-Abfrage
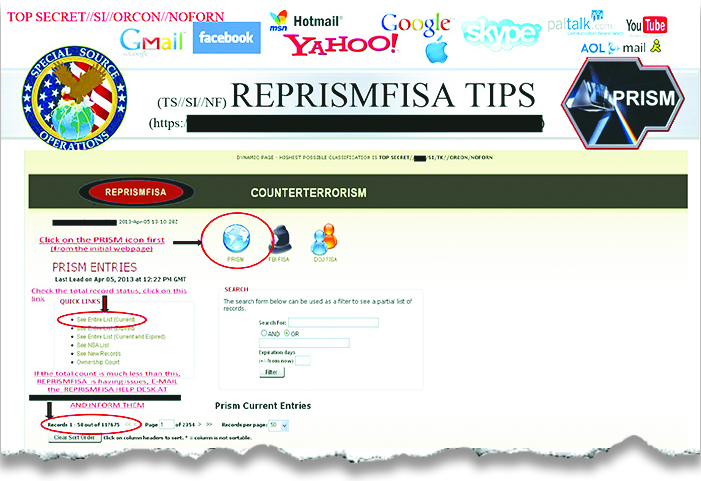
Suchmaske für Abfragen an die PRISM-Datenbank
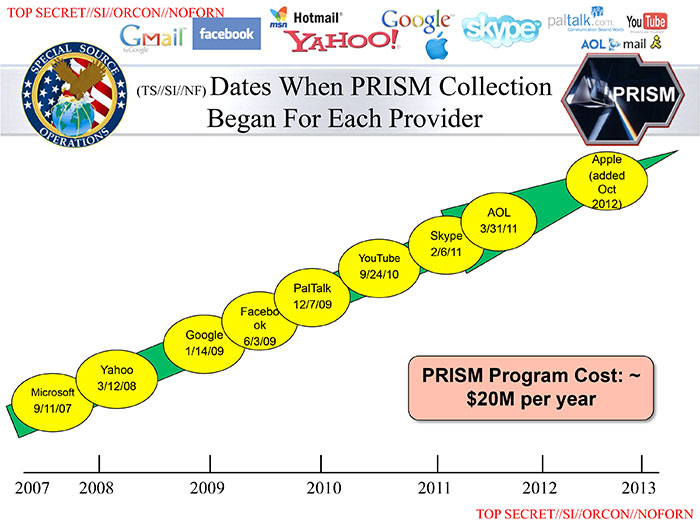
Mutmaßlich an PRISM teilnehmende Unternehmen und das Datum ihres Eintritts in das Programm

### Weitere Programme und Systeme zur Überwachung und Analyse von Selektoren
Im Zuge der globalen Überwachungs- und Spionageaffäre wurden mehrere Programme und Systeme zur Überwachung und Verarbeitung von Selektoren bekannt, u. a. PRISM, Boundless Informant, Tempora, XKeyscore, FAIRVIEW, Genie, Bullrun und CO-TRAVELER Analytics. Als singulärer Punkt des Zugriffs für viele (Meta-)Daten wird ICREACH verwendet.

## Selektoren in Deutschland

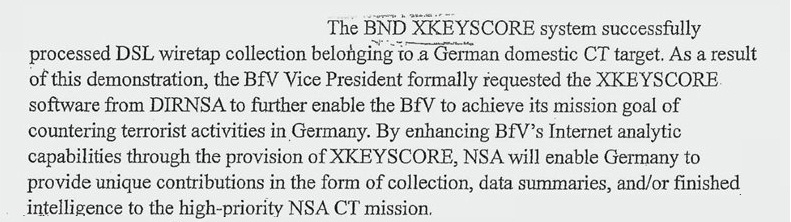
Ausschnitt aus einer NSA-Präsentation über XKeyscore und die Zusammenarbeit mit BND und BfV.

In Deutschland erstellen NSA und BND solche Selektoren-Listen unter anderem in der Fernmeldeverkehrstelle des Bundesnachrichtendiensts im bayerischen Bad Aibling oder im Dagger Complex bei Griesheim. In den Jahren 2002–2013 waren es 690.000 Telefonnummern und 7,8 Millionen IP-Suchbegriffe, berichtet der Rechercheverbund von Süddeutscher Zeitung, NDR und WDR am 30. April 2015. Laut dem Spiegel überwacht die NSA an Spitzentagen wie dem 7. Januar 2013 rund 60 Millionen Telefonverbindungen in Deutschland aus dem Ausland. Von den monatlich 500 Millionen aus Deutschland stammenden Datensätzen, die im Rahmen der gesamten Überwachungsaktivitäten anfielen, stammten im Dezember 2012 180 Millionen Einträge von XKeyscore.
Im Mai 2015 berichtet Zeit Online, dass der BND weitaus mehr Metadaten an die NSA übermittelt, als bekannt. Von den 6,6 Milliarden Metadaten, die der BND monatlich abfängt, werden bis zu 1,3 Milliarden Metadaten an die NSA weitergereicht. Diese sind zwar angeblich auf Grund der Artikel 10-Gesetzgebung gefiltert, allerdings gaben die Verantwortlichen im Untersuchungsausschuss zu, dass die Filter nicht richtig funktionieren. Mit Hilfe dieser BND-Metadaten erstellen NSA und CIA unter anderem Ziele für Kampfdrohnen, die von der Ramstein Air Base in Ramstein-Miesenbach als Schnittstelle zur Planung und Steuerung der Einsätze gegen mutmaßliche Terroristen in Afrika und im Nahen Osten dienen.

## Selektoren in der BND-NSA-Affäre (Operation Eikonal)

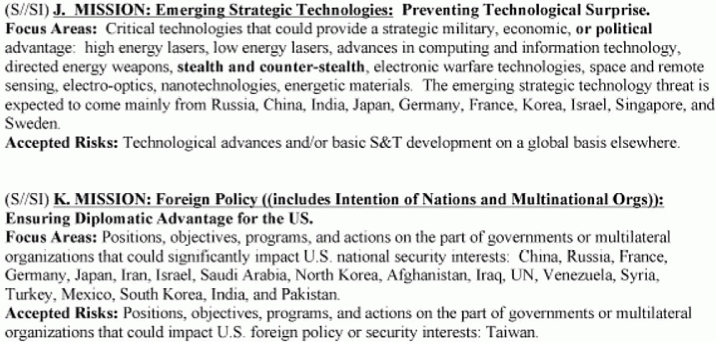
In Deutschland bestanden von 2007 bis 2013 die Hauptaufgaben der NSA in Strategic Mission J (Wirtschaftsspionage) und Strategic Mission K (Überwachung der politischen Führungspersonen).

Etwa 459.000 der 800.000 Selektoren wurden im Zuge der Operation Eikonal von 2004–2008 in Deutschland als grundrechtswidrig oder gegen deutsche Interessen gewertet. Nur 400 der 459.000 Selektoren wurden aussortiert. Diese Selektoren bekam der BND von der NSA über den Verlauf von zehn Jahren automatisch zugewiesen; mehrmals am Tag hat sich ein BND-Server mit einem NSA-Server verbunden und neue Selektoren heruntergeladen. Die dazugehörige Datenbank heißt VeraS, das steht für Verkehrsanalysesystem.
Die gewonnenen Erkenntnisse wurden dann an die NSA weitergeleitet. Der Spiegel berichtete am 15. Mai 2015, dass über die Hälfte der 40.000 Selektoren, die im März 2015 gefunden worden sind, auch aktiv waren, d. h. tatsächlich zur Ausforschung von Behörden, Unternehmen und anderen Zielen in Europa verwendet worden sind.

## Datencenter zur Analyse, Speicherung und Überwachung von Selektoren

### Utah Data Center (USA, NSA)

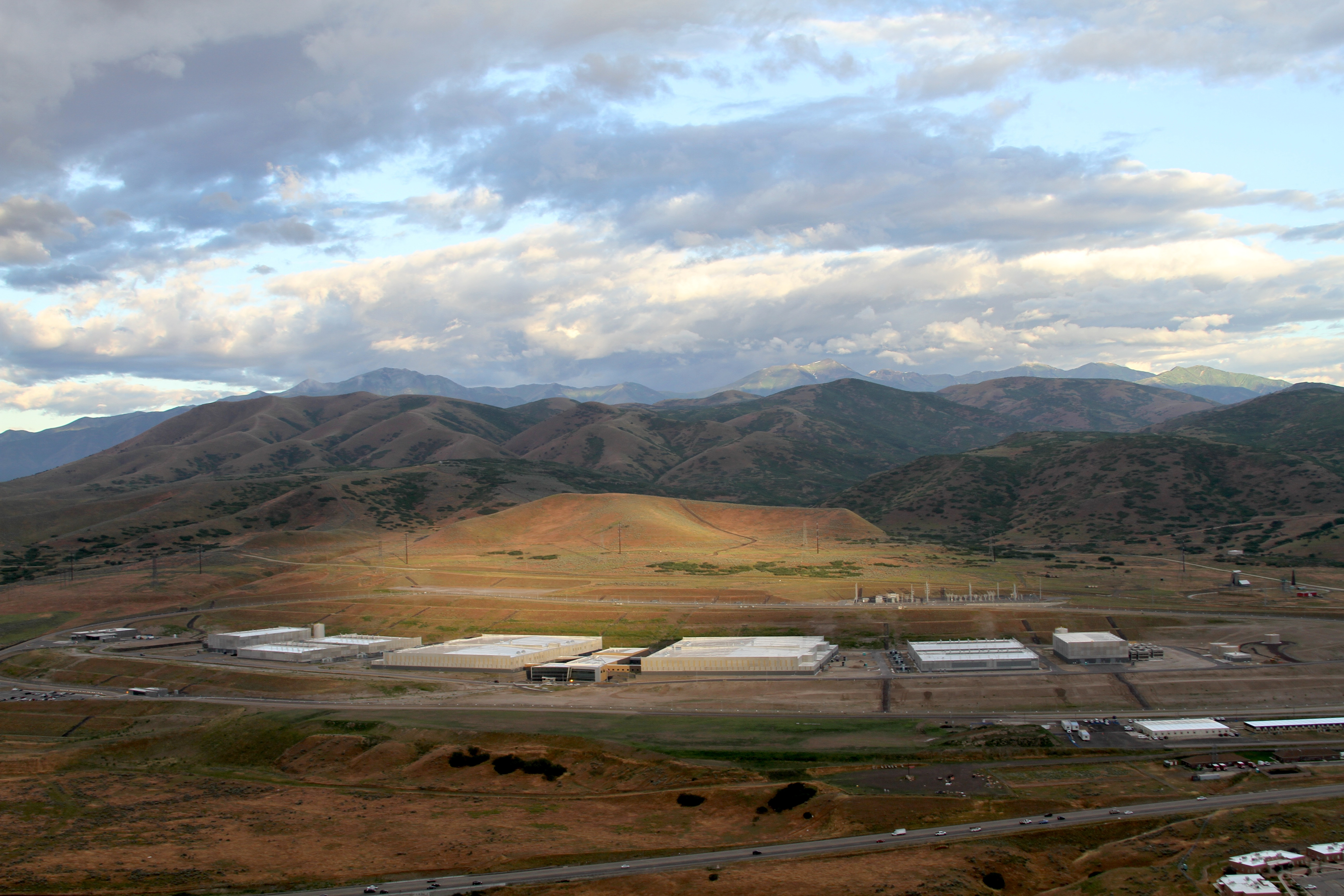
„Utah Data Center“ aus der Luft (Juni 2014)

Das Utah Data Center bei Camp Williams in der Stadt Bluffdale (südlich von Salt Lake City, Utah) ist ein US-amerikanisches Fusion Center der United States Intelligence Community, das seit 2011 vom United States Army Corps of Engineers für die National Security Agency (NSA) errichtet wurde und seit Ende 2013 in Betrieb ist. Seine offizielle Bezeichnung lautet Intelligence Community Comprehensive National Cyber-Security Initiative Data Center.

### Dagger Complex (Deutschland, NSA)

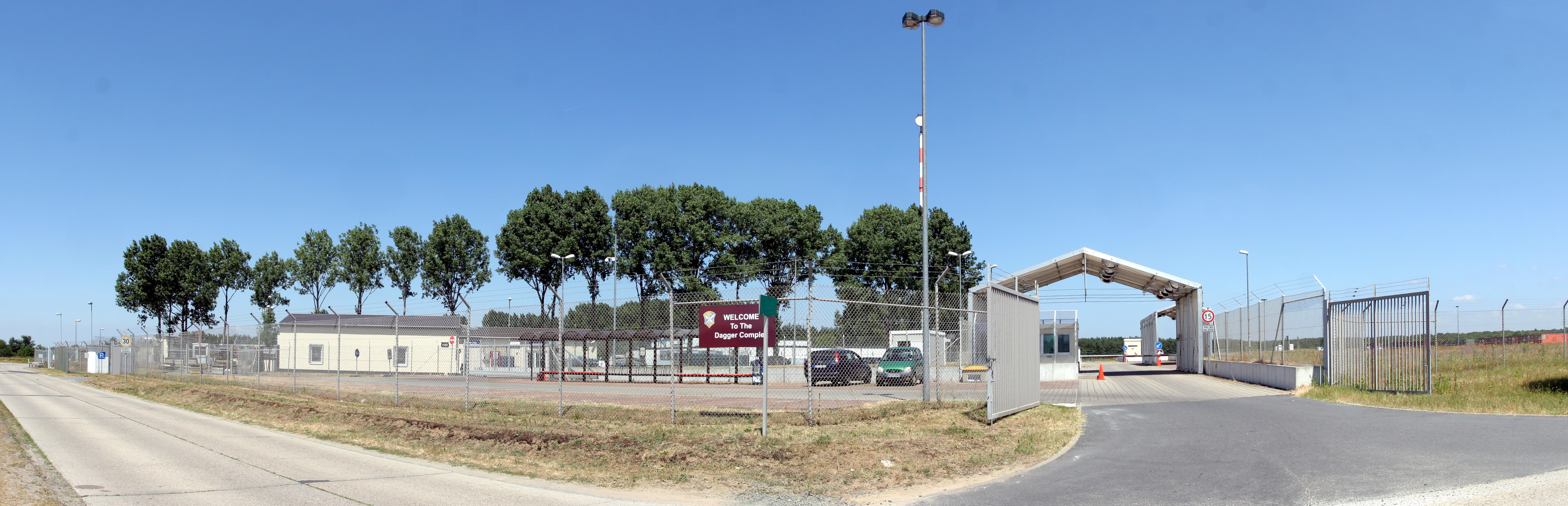
Dagger Complex

Der sogenannte Dagger Complex  [ˈdægə(ɹ) kŏm'plĕks] (engl. „Anlage Dolch“) ist ein Stützpunkt von militärischen Nachrichtendiensten der Vereinigten Staaten in Darmstadt an der Gemarkungsgrenze zu Griesheim. Laut dem Spiegel soll im Dagger Complex auch die Spionagesoftware XKeyscore (XKS) eingesetzt werden.

### Fernmeldeverkehrstelle des Bundesnachrichtendiensts (Deutschland, NSA/BND)

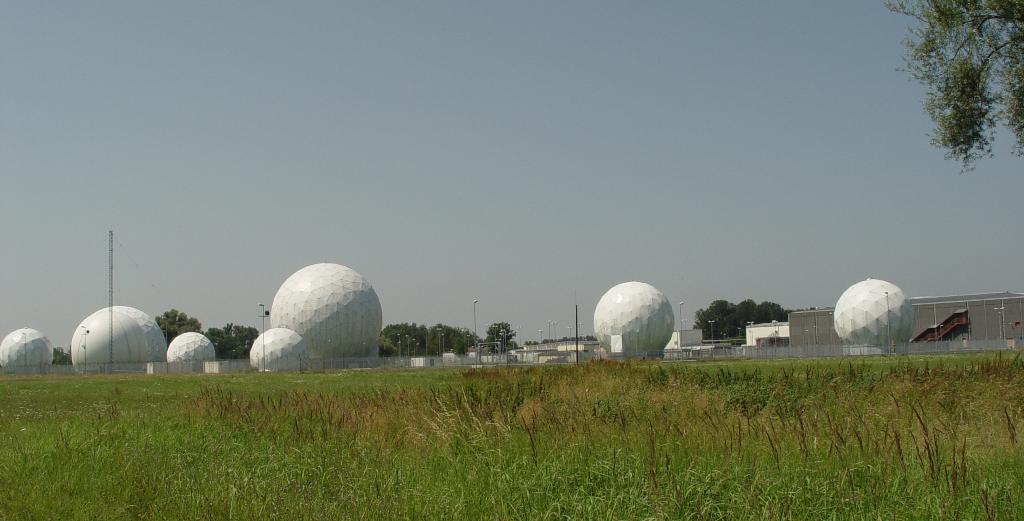
Radome der Fernmeldeverkehrstelle des Bundesnachrichtendiensts (BND-Deckname: Hortensie III, Kürzel: 3 D 30) derzeit im Einsatz (Stand: Mai 2015). Diese waren bis 2004 Teil der ehemaligen Bad Aibling Station, eine Einrichtung des US-amerikanischen Geheimdienstes NSA im Rahmen des weltweiten Spionagenetzes „Echelon“.

Die Fernmeldeverkehrstelle des Bundesnachrichtendiensts  (interne Bezeichnungen wahrscheinlich „Objekt Orion“, „Seeland-Torfstich“, „SIGAD US 987-LA“ und „SIGAD US 987-LB“) ist eine geheimdienstliche Einrichtung des Bundesnachrichtendienstes. In Bad Aibling bestehen ein Verbindungsbüro zum US-Geheimdienst NSA (SUSLAG, Special US Liaison Activity Germany) und zwei Übergabepunkte, die Joint SIGINT Activity (JSA) und das Joint Analysis Center (JAC).